# 夏子と千和のツンピリラヂヲ
『夏子と千和のツンピリラヂヲ』（なつことちわのつんぴりらじお）は、山芳製菓ウェブサイトにて配信されていたインターネットラジオ番組。
2009年8月2日からは地上波であるABCラジオとCBCラジオで放送開始、10月11日より文化放送でも放送が開始され3大都市で同日・同時刻ネットになる。2011年10月2日の放送でCBCラジオでのネットが終了となった。2012年4月より文化放送が放送時間変更となる為同時刻ネット解消。2012年10月23日から音泉でも配信。
2014年6月30日（配信日基準。ABCと文化放送では6月29日付の放送）の第296回を以って、番組は最終回を迎え。山芳製菓の配信サイトも閉鎖された。

## 番組概要
配信期間
2008年10月24日 - 2014年6月30日
配信サイト（配信日）
山芳製菓（第1回 - 第39回：毎週金曜日0時、第40回 - 第296回：毎週月曜日24時）
ネット局
- 朝日放送（ABCラジオ） - 毎週日曜日 24:30 - 25:00（JST）（地上波ではキー局扱い）
  - ナイター中継が延長した際、24:30を超えて延長しない限り定刻放送
- 文化放送 - 毎週日曜日 25:30 - 26:00（JST）
  - ナイター中継が延長した場合、週によっては時間変更だけでなく放送が休止される場合もある。
  - 2012年4月1日までは毎週日曜日24:30 - 25:00に放送していた。
- 途中で終了したネット局（2009年8月2日 - 2011年10月2日）　
  - CBCラジオ - 放送時間はABCラジオと以前の文化放送同様に毎週日曜日 24:30 - 25:00（JST）。
    - ナイター中継が延長した場合、延長した分だけ放送時間が繰り下げられていた。

スポンサー
山芳製菓
パーソナリティ
桑谷夏子、斎藤千和
- パーソナリティのキャッチコピーをリスナーから募集しており、毎回オープニング時に紹介される。

## コーナー

### 番組終了時のコーナー
- 『無茶ぶりフリートーク』
リスナーから送られたフリートークのお題に沿ったトークをする。当初は一つのお題のみであったが、最近では『○○』から始まって『△△』で終わるトークと変化している。現在では『□□』のみのトークになっている。
- 『ふつおた』
女性限定や一行メール、シュールなふつおたと特集されることもある。
- 『ヤマヨシセーカ世界征服への道！』
山芳製菓の新製品について話をするコーナー。当初は山芳製菓商品開発部カトーさんが担当していたが、現在では山芳製菓通信販売部オガワさんが担当する場合が多い。この二人のキャッチコピーもリスナーから募集されている。
- 『自己チュー言い訳「イラッ！」』
なんかピリ辛で、聞いてる相手がイラッとする…。そんな自己チュー&KYな言い訳を募集するコーナー。
- 『オトナのオンナ講座〜シャバダバ〜』
オトナのオンナは、かくあるべき…！そんなセリフを募集するコーナー。
- 『月刊ジングルリクエスト』
コーナーの間に挿入するジングルをリスナーから募集するコーナー。
- 『ツンピリ学校・国語の時間』
ツンピリ的解釈で言い換えたことわざや格言、四文字熟語を募集するコーナー。

### 過去のコーナー
- 『ツンピリ体験』
思わず『ツーン』と来た話や『ピリッ』って来た体験談を送るコーナー
- 『おかしな体験』
自分が体験したおかしな体験談を送るコーナー、リスナーの体験談をパーソナリティー二人が解説する。
- 『ツン子とピリ子』
ツンピリラヂヲオリジナルキャラを作るコーナー、ツン子が桑谷、ピリ子が齋藤が演じる。後に「わさ男」というキャラクターが誕生し、カトーさんが担当することになった。当初はキャラ設定が主だったが、中盤からは『ツンピリ小劇場』と3匹のキャラクターが登場する劇をリスナーが考えるコーナーになった。齋藤は、SEやナレーション、怪獣や魚などピリ子とは違ったキャラクターを演じたこともある。
- 『五・七・五ピリピリ』
五・七・五で出されたお題に、その続きの七・七をリスナーが考えるコーナー。このコーナーは2回しか放送されなかった。
- 『麗しのタイガー・ホース・ガール』
リスナーが体験したタイガー・ホース（トラウマ）な女性に関する話を送るコーナー。家族でもOKだった。
- 『開運ツンピリ五種んクギ』
元は『開運愛の五寸クギ』であったが改名されたコーナー。リスナーが体験した不幸を、パーソナリティーがクギを打つことで立ち直らせるというコーナー。
叱咤激励のクギ→普通の不幸、恋愛成就のクギ→恋愛関係の不幸、金運上昇のクギ→金運関係の不幸、イミテキトーのクギ→意味が解らないときの不幸
罵詈雑言のクギ→パーソナリティがジャンル問わず一喝したいときに使われるクギ
- 『ジングル入魂』
番組途中で流されるジングルからリスナーが考えた思わずクスリと来ちゃう短いメッセージを考えるコーナー。
- 『幻のわさビーフ』
こんなわさビーフを見つけた!!とフィクションのわさビーフを考えるコーナー。
- 『ツンピリッター』
桑谷と齋藤が『こんなとき、こうつぶやいていそう』というつぶやきをリスナーが考えるコーナー。
- 『夏子と千和の婚活でGO!』
お年頃のツンピリコンビがどうしたら素敵なダンナ様を手に入れられるのかリスナーがアドバイスするコーナー。
- 『あま〜いささやき』
ツンピリコンビの心をとろけさせる『甘い囁き』や『口説き文句』を送るコーナー。
- 『パチパチプレポ』
自分の家でしか通用しない言葉（ウチ語）を募集するコーナー。パチパチプレポとは齋藤家のウチ語をミックスした言葉である（パチパチ=リモコン、プレポ=葡萄）。
- 『妄想ロールプレイ』
ツンピリラヂヲがロールプレイングゲームを作るとしたら？キャラの性格やアイテム、ストーリーなどを募集するコーナー。

## ツンピリ賞
- 第36回目から始まった賞。パーソナリティーが採用されたネタの中で一番よかったものに送られる。パーソナリティの名刺ステッカーに加え、山芳オリジナルグッズがもらえる。当初はツンピリ賞を取ったものしか名刺ステッカーがもらえなかったが、第50回目から採用された全員がもらえる。名刺ステッカーは12種類存在し、ランダムで送られる。そのためリスナーからは同じステッカーを複数持っているというパターンが多い。第227回目でステッカーコンプリート者が10名となったため、缶バッジに変わった。

## ゲスト
- 第26回（2009年4月24日）遠藤雅伸
- 第39回（2009年7月24日）西本P（『タワー オブ アイオン』プロデューサー）[2]
- 第139回（2011年6月27日）大槻ケンヂ
- 第143回（2011年7月25日）一龍斎貞寿

## 夏子と千和のツンピリラヂヲもばいる
ツンピリラヂヲの番外編として、モバイル版ツンピリラヂヲ 「ツンもば」が山芳製菓の携帯サイトで配信されていた。週1回配信で2009年5月8日の第1回配信より2009年7月24日の第12回配信までは金曜日午前0時に、2009年8月4日の第13回より2011年9月27日の第125回までは火曜日午前0時に更新された、全125回。

## 夏子と千和のツンピリTV
2010年12月19日21時よりUSTREAMで生配信された約1時間の特別番組。山芳製菓のカトーさんとオガワさんも顔出しで出演した。

## 備考
- 2009年7月24日配信の第39回では番組内で『タワー オブ アイオン』のプレイ動画が流された。
- 2009年8月16日放送の第42回では番組内で遠藤雅伸のメッセージが流された。また、第26回でカトーさんが遠藤雅伸のアイデアを取り入れ改良することを約束したポテトチップス「ガラムマサラ味」の試作品を遠藤雅伸に直接渡すシーン、および番組内で流れたメッセージの動画をまとめた『カトーさん、遠藤さんに会いにゆく。』という特別な動画を第42回の配信と同時に配信した。
- ABCラジオでの放送では、2010年4月から6月まで、この番組が1週間の最終番組[3]であったが（その後クロージング）、同年7月から『週刊デジタリアン』（TBSラジオよりネット）が午前1時に放送時間が移動した為、最終番組ではなくなった。しかし、2011年4月以降再び1週間の最終番組になっている。2012年以降は文化放送の放送時間も1週間の最終番組になったため、双方で1週間の最終番組になるという極めて珍しい番組になった。
- CBCラジオでの2011年10月2日放送の最終回ではツンピリ賞の発表以降が他局での放送や配信版とは異なる内容のものとなっていた。